# Atomic Data and Nuclear Data Tables
Atomic Data and Nuclear Data Tables — щоквартальний рецензований науковий журнал, присвячений ядерній фізиці. Він видається Elsevier і був заснований у 1969 році. Журнал був заснований за участю Кетрін Вей, яка пізніше працювала його редактором до 1973 року.  Станом на 2023 рік головним редактором журналу є фізик українського походження Борис Притиченко.

## Індексування
Журнал реферується та індексується такими базами:
- Scopus[5]
- Web of Science
- Science Citation Index[6]
- Chemical Abstracts Service[7]
- Current Contents[en] / Фізика, хімія та науки про Землю[6]
- Energy Research Abstracts[en]

Відповідно до Journal Citation Reports, імпакт-фактор журналу на 2020 рік становить 2,623.